# Programação de próteses inteligentes

## Introdução[1]
A computação aplicada a próteses (em inglês: prosthetic computing) é um setor da computação que tem como objetivo desenvolver membros artificiais com tecnologias computacionais para pessoas portadoras de algum tipo de deficiência motora ou ausência de algum membro. A área médica vem utilizando dessa alternativa com objetivo de diminuir o custo de produção de próteses e melhorar o desempenho das mesmas, se adequando a necessidade do paciente.
A amputação, por definição é a retirada cirúrgica ou acidental de um membro, estima-se que no Brasil mais de 40 mil pessoas possuem membros amputados. Pacientes podem desenvolver doenças musculares ou esqueléticas que afetam na qualidade de vida dos mesmos, a alternativa de próteses inteligentes vem como solução para contornar estas problemáticas.
Com essa tecnologia inovadora, milhares de pessoas que sofriam prejuízos no dia a dia por portarem problemas físicos, deixaram de tê-los. Atualmente já existem próteses tão eficazes quanto membros reais ou até melhores. Em um futuro não tão distante podemos pensar em corpos humanos que estarão com mais membros e próteses artificiais do que os naturais, tendo os aparelhos um desempenho superior as partes do corpo originais.  
A prótese inteligente também permite que as pessoas tenham um "tato" diferente dependendo do material, conseguindo diferenciar um pedaço de lixa de um pedaço de algodão. Existe também a sensação do membro fantasma, em que a pessoa sente dor no membro inexistente, porém com a prótese inteligente, isso é evitado. Segundo os pesquisadores, o objetivo é que o sistema possa ser implantado em larga escala em até dez anos.
No show de abertura da Copa do Mundo FIFA de 2014, realizada no Brasil, tivemos uma cena onde um portador de paraplegia completa de tronco inferior e membros inferiores utilizou um exoesqueleto desenvolvido pela equipe do neurocientista Miguel Nicolelis, para dar o pontapé inicial da Copa. Ele utilizou o aparelho para dar um chute na bola. É surreal imaginar até aonde a Ciência é capaz de chegar, fazendo um paraplégico conseguir ficar de pé e dar um chute em uma bola de futebol, isso tudo graças a esse estudo de programação de próteses inteligentes. 

## Aplicações[3]
Em grande parte dos casos, o braço robótico recebe os sinais medidos nos músculos pelos sensores e reproduz os movimentos intencionados.
O método utilizado para a captação dos sinais musculares é a eletromiografia, uma técnica que mede a variação de sinais elétricos produzidos na musculatura de acordo com o relaxamento e contração das fibras musculares. Assim, a partir do músculo escolhido, é possível medir a intensidade e duração do estímulo.
Os biossensores são posicionados no braço do usuário e conectados a interface elétrica. Os servomotores também são conectados na interface elétrica e encaixam-se dentro do braço eletromecânico. A interface elétrica é conectada a uma placa Arduino. Um código de processamento de sinal é desenvolvido em linguagem C e carregado no Arduino.
O sinal muscular pode apresentar oscilações durante uma atividade, podendo causar um funcionamento inadequado dos motores, para resolver o problema, um filtro via código Arduino foi implementado. O filtro calcula a média dos valores lidos durante um intervalo de tempo, se a média estiver acima do parâmetro de contração, os motores serão acionados. de modo que a mão se feche. Quando a faixa de valores estiver abaixo do parâmetro de relaxamento, os servomotores rotacionam de forma que a mão se abra.

## Reabilitação física e computação[5]
A biomedicina têm apresentado grandes avanços nas últimas décadas as atividades de reabilitação também acompanham essa evolução, para que o indivíduo melhore a sua mobilidade e as suas habilidades físicas a partir de exercícios, massagens e outras técnicas. Para Carvalho (2003) reabilitar um amputado não é, apenas dá-lo uma prótese, porém para pacientes candidatos a utilização de próteses, a reabilitação só chegará ao fim no momento em que estes estiverem fazendo uso delas, com total controle e independência nas atividades diárias, profissionais e recreativas.
Um estudo propõe a implementação de um sistema para o monitoramento de informações, coletadas durante as atividades de reabilitação física em um ciclo ergômetro, parte,a auxiliar fisioterapeutas a ajustar, de forma eficien o tratamento. Outro objetivo, esta pesquisa visa disponibilizar ao paciente um recurso de Realidade Virtual, durante a realização das atividades.O projeto é apresentado em um infográfico .
O trabalho é separado em 4 etapas distintas, a primeira ação a ser executada é a identificação do problema de pesquisa, referencial teórico e definição das tecnologias, a próxima etapa contempla a implementação do protótipo para coleta de dados, a penúltima etapa é a construção da aplicação de Realidade Virtual e, a última etapa, ocorre  implementação de um ambiente imersivo com óculos de Realidade Virtual.
Atualmente, os estudos estão na primeira etapa, definindo as tecnologias a serem utilizadas.O Arduino se mostrou a melhor opção, como plataforma de prototipagem eletrônica, para a coleta de dados dos sensores acoplados ao ciclo ergômetro e ao paciente.C++ foi a linguagem escolhida como ferramenta para o desenvolvimento da interface de comunicação do Arduino com a aplicação. 
O ambiente de Realidade Virtual será desenvolvido com o motor gráfico de jogo Unity, com o objetivo de simular e apresentar graficamente todas as informações coletadas durante as seções tratamento. A próxima etapa possui  o objetivo avaliar as respostas obtidas sobre um conjunto de sensores do paciente(pressão arterial, frequência cardíaca, saturação periférica de oxigênio, cronometro, velocidade e força muscular).
Esta pesquisa conta com o apoio e parceria da Unimed – Região da Campanha (Bagé - RS).

## Aplicações em Animais[6]
A aplicação de qualquer tipo de próteses, seja ela uma prótese comum ou uma prótese inteligente, quando são voltadas a serem aplicadas a animais, são bem mais complexas. Existem diversos motivos mais o principal deles é que não existe um feedback do animal para sabermos se o aparelho está em 100% de funcionamento. É como pedirmos para uma criança que não sabe falar ainda para nos dizer se está tudo certo com o produto.
A principio não existe nenhum caso onde se foi aplicado uma prótese inteligente a um animal mas é notável que isso não é um futuro muito distante. Para humanos já existe o "Pé inteligente", que se reconhece os desníveis do solo e se ajusta mudando sua inclinação. Não é de surpreender que daqui poucos anos, muitos das próteses que só existem a humanos, sejam aplicadas aos animais, como exemplo: patas, nadadeiras, asas, bicos e entre diversos outros membros. 

## Acessibilidade[7]
Segundo dados do Ministério da Saúde, em 2006, mais de 1 milhão de pessoas precisavam de próteses, e apenas outras 250 mil tiveram acesso a elas. 
Por ser um equipamento caro e específico, torna as próteses um instrumento de difícil acesso principalmente para as zonas mais populares do país, que geralmente são as que mais tem casos de pessoas dependentes desses aparelhos. 
Com a evolução da tecnologia, criando impressoras 3D e com a programação aperfeiçoada das próteses, o acesso a elas ficou cada vez mais viável e o desempenho do produto cada vez mais eficaz. 
Além da dificuldade para se conseguir uma prótese no Brasil, outro problema seria as adaptações necessárias e sem dinheiro para pagar pela manutenção dos aparelhos, que podem custar até R$ 4 mil, 60% dos pacientes abandonam as próteses de uso externo, principalmente a de braços e pernas.Quem não possui uma prótese ainda, tem de enfrentar problemas de acesso principalmente pelo fato do governo não se preocupar com isso e assim deixando irregularidades e desníveis nas ruas e calçadas. Ações simples como andar na calçada, atravessar a rua, subir uma rampa ou escada, não são fáceis de serem praticadas por pessoas portadores de próteses comuns, pois há uma série de alterações no caminho. Com uma prótese inteligente, certas dificuldades deixarão de existir por que ela se sai melhor nesses ambientes e adequando cada vez mais o usuário ao meio onde vive.

## Machine Learning nas próteses[8]
A Prótese Mecânica serve para substituir um membro do corpo, porém a Biônica consegue oferecer uma maior mobilidade ao usuário, esta pode proporcionar a movimentação normal do membro já que pode reagir aos impulsos nervosos.
A prótese funciona em sensores que são colocados no local amputado da pessoa com a capacidade de  detectar a movimentação muscular do indivíduo. Os pesquisadores desenvolveram um algoritmo de Aprendizado de máquina ("machine learning") que, além  de decodificar e interpreta os sinais os impulsos neuromusculares enviados pelo cérebro da pessoa e que são registrados pelos sensores,os movimentos são registrados e aprendidos para treinar o sistema e melhorar o desempenho da prótese.
Segundo os cientistas, para que o algoritmo decodifique as intenções movimentos do usuário e traduzi-las nos movimentos da prótese, o usuário precisa realizar diversos movimentos para que o sistema possa aprender e reconhecer qual movimento muscular corresponde a qual ação.
Depois que o algoritmo entende as intenções do usuário, ele consegue controlar a prótese maneira independente. A prótese também é equipada com sensores de pressão que “ensinam” o algoritmo a reagir sempre que o dispositivo entra em contato com um objeto, mesmo na ausência de informações visuais.
O resultado dessa tecnologia, são próteses que reagem na mesma velocidade ou mais rápida que um membro humano. Essa velocidade consegue prevenir acidentes ou a queda de objetos, quando segurados por uma prótese, por exemplo, uma mão segura um copo e ele está prestes a cair, o mecanismo consegue impedir esse acontecimento antes que ocorra uma reação do cérebro. O algoritmo ainda precisa de melhoras e trabalhar no sistema até que as próteses biônicas possam ser disponibilizadas pelo público. 

## Prótese biônica inteligente[9]
Um paciente de 58 anos recebeu uma prótese biônica inteligente, com eletrodos que captam movimentos dos músculos do cotovelo e acionam os dedos eletronicamente.
Chamada de "Mão de Michelangelo" pelos médicos, a prótese pioneira é avaliada em 47 mil libras (cerca de R$ 150 mil). Seu formato é similar ao de uma mão humana, com dedos e polegar, e ela permite segurar objetos pesados, amarrar cordas, subir escadas, entre outras atividades.
"É uma sensação estranha mover a prótese e sentir que eu sou capaz de fazer coisas que eu não podia por muito tempo", disse Taylor ao jornal britânico. "Obviamente não é tão boa quanto uma mão normal, mas é melhor que outras próteses que eu tive."
A prótese usa uma bateria que dura 20 horas, e precisa ser recarregada por quatro horas ininterruptamente. Ela é formada com ligas de metal, plástico e outros materiais.
"O que diferencia esta prótese de outras é o fato de ela ser 'inteligente' e ter um polegar móvel. A mão tem um software que faz o mesmo que uma pessoa comum, como ao pensar 'feche sua mão' - ela fecha automaticamente. Há sensores que enviam as mensagens dos músculos do cotovelo para a mão".

## Prótese com comando neural[10]
Próteses controladas por impulsos elétricos há cerca de 1960, mas ficou estagnada pois não existia ferramentas e tecnologias para conseguir avançar com as pesquisas.
Pesquisadores estão testando uma nova prótese robótica para a perna. Essa prótese consegue fazer uma leitura dos impulsos neuras e convertendo em movimento..Tendo sensores que são localizados no membro inferior pelo paciente, eles captam os impulsos do cérebro até os nervos da perna e com isso  , fazem que o joelho e o tornozelo se movam.
O teste foi feito em um homem de 31 anos que perdeu a perna um pouco acima do joelho.A perna se move pois os nervos que estavam contidos no membro perdido foram transmitidos para a coxa, por meio de um processo denominado reinervação muscular. O cérebro envia impulsos para estes nervos e que são captados por meio de uma técnica chamada eletromiografia e a perna robótica recebe estes impulsos e se move, realizando movimentos como: subir escada e chutar, que seriam considerados movimentos próximos que uma perna real faria.

## Vantagens das próteses inteligentes
- Conseguir de certa forma tornar os seus usuário mais inclusos na sociedade por tornar locais que antes eram inalcançáveis em acessíveis.
- Eficácia muito superior comparada a uma prótese comum encontrada nos mercados
- Por ser um produto altamente personalizado a cada cliente, o mesmo consegue se satisfazer melhor com o produto.

- Por ser feito de produtos mais resistentes, em comparação a próteses normais, ela  demora mais a se desgastar com o passar do tempo.

## Desvantagens das próteses inteligentes
- A montagem não é tão simples, muitas das vezes será necessário um especialista para poder fazer isto, e posteriormente o usuário utilizá-la corretamente.
- É um equipamento muito caro tanto sua compra quanto sua manutenção e com isso tem pouca acessibilidade.

- Em sua maioria, necessita de uma conexão elétrica e dificulta o trabalho da pessoa que a utiliza.

## A mão biônica mais avançada do mercado[11]
A empresa Steeper Group criou a “BeBionic”, que segundo eles, é a mão biônica  “anatomicamente precisa” do mercado, oferecendo um movimento “incomparável ao movimento natural”. Nicky Ashwell, uma londrina de 29 anos que nasceu sem a mão direita, é uma das primeiras a receber esse  implante e agora pode realizar tarefas diárias sem muitas limitações.
A mão possui sensores que são ativados com os movimentos dos músculos no braço de Ashwell. Os dedos possuem motores próprios, desse modo, cada um pode se mover de forma  independente, a mão possui 337 partes mecânicas que a fazem funcionar. Os dedos são feitos de ímãs para “melhorar a performance e o equilíbrio entre velocidade e força”. A prótese pode sustentar até 45 kg. As pontas dos dedos da prótese contêm bolhas de ar, para imitar o fato de dedos de verdade serem um pouco esponjosos.
Ela tem 14 padrões de posições diferentes, projetada inicialmente para lidar com seu quotidiano : como comer, escrever e ligar interruptores. Seus motores individuais em cada dedo permite ter mais controle preciso sobre tarifas delicadas, possibilitando ter mais facilidade do uso do produto..
Por ser confortável e ter acesso a movimentos precisos, suas criticas tendem a ser positivas
Seu preço varia entre 25 mil e 35 mil dólares .

## Desafios no desenvolvimento de próteses mais eficientes[14]
Os avanços da engenharia no campo da medicina estão se fazendo fundamentais, permitindo que sejam desenvolvidas novas tecnologias que amparem o profissional da saúde, bem como os pacientes com algum tipo de deficiência. Porém, a maioria das próteses ainda trazem uma série de problemas, tal como o barulho.
Baseado nisso, foi proposto na Escola de Engenharia de São Carlos – USP, como tema de doutorado, o desenvolvimento de um motor elétrico linear para acionamento de próteses de mão e antebraço em amputados. Em geral, nesse tipo de aplicação são empregados motores elétricos de corrente contínua em que o eixo é giratório.
Para que o motor seja mais eficiente, o movimento rotacional é convertido em linear por roldanas e engrenagens, que provocam ruídos. “O uso de um motor elétrico linear dispensa as adequações mecânicas eliminando o barulho gerado por elas”, diz a engenheira elétrica Aline Juliani, aluna responsável pelo projeto.
Para testar o funcionamento do motor linear, Aline construiu o protótipo de uma prótese de um dedo. Colaborou para os bons resultados um estágio de quatro meses que ela fez no Instituto de Máquinas Elétricas da universidade de Aachen, na Alemanha, um centro de excelência em pesquisa na área de máquinas elétricas. Na mesma universidade, no Instituto Helmholtz de Biomedicina, Aline usou um programa que viabiliza o equacionamento das juntas dos dedos para fazer o movimento do fechamento da mão.
Embora aspectos importantes do motor já tenham sido atingidos, ainda será necessário aprimorar o dispositivo para uso em uma prótese de membro superior.